# Aethalura nanaria
Aethalura nanaria là một loài bướm đêm trong họ Geometridae.